# Mbanza-Ngungu
Mbanza-Ngungu (dawniej Thysville) – miasto w zachodniej części Demokratycznej Republiki Konga, w prowincji Kongo Środkowe. Około 86 tys. mieszkańców.